# Полианийская и Килкисийская митрополия
Полиани́йская и Килкиси́йкая митропо́лия (греч. Ιερά Μητρόπολη Πολυανής και Κιλκισίου) — епархия «Новых Земель» Элладской православной церкви. Как и прочие епархии «Новых Земель» также формально подчинена Константинопольскому Патриархату. Сегодня включает в себя 120 приходов и 2 монастыря.

## История
Является преемником старой Полианийско-Килкисской епархии, которая в османское время охватывала Дойранскую казу без северных её частей — наместничество с центром в Дойране, восточной части Гевгелийской казы — наместничество с центром в Гевгелии, Килкисская каза — наместничество с центром в Килкисе и несколько деревень Солунской казы между Вардаром и Галикосом. Епископ Дойранский подчинялся архиепископу Фессалоникийскому.
Титул правящего архиерея был Поленинский и Вардарский (Πολεανίνης или Πολιαννίνης или Πολιανῆς или Πολυανῆς και Βαρδαριωτῶν), но со временем «Вардарский» отпало.
В 1913 году епархия была разделена между Грецией и Сербией. В связи с этим резиденция епископа из Палеа-Дорани (ныне Дойран, Северная Македония) переместилась в Килкис. Часть, оставшаяся в Сербии, сегодня является частью Струмишской епархии Македонской православной церкви. Остальная часть становится Полианийской и Килкисийской епархией с центром в Килкисе. В октябре 1924 года указом патриарха Константинопольского Григория III епархия получила статус митрополии. В епархию входила территория всего нома Килкис и несколько сёл нома Салоники.
В мае 1991 года часть территории нома Килкис была выделена в Гуменисскую, Аксиопольскую и Поликастрскую митрополию.

## Епископы
- Макарий (упом. 1565)
- Герасим (упом. 1579)
- Иеремия (упом. 1618)
- Каллиник (упом. 1636)
- Макарий (Фотинос) (1636—1649)
- Порфирий (упом. 1649)
- Анонимен (упом. 1684)
- Игнатий (упом. 1773)
- Иерофей (упом. 1790)
- Феодосий (1793—1836)
- Анфим (1836—1848)
- Мелетий Византийски	(1849—1859)
- Иеремия (1859)
- Иаков	(1859)
- Парфений Зографский (1859—1867)
- Мелетий Византийский 1867—1879
- Феоклит (Папайоану) (1879—1885)
- Герасим (1885—1887) проэдр
- Иоаким (Анастасиадис)	(1888—1892)
- Иоаким (Панайотопулос)	(1892—1899)
- Парфений (Галяс) (1899—1907)
- Фотий (Пайотас) (1907—1928)
- Кирилл (Афендулидис) (1928—1942)
- Иоаким (Мартинианос)	(5 декабря 1942 — 10 декабря 1945)
- Иоаким (Смирниотис) (1945—1965)
- Харитон (Симеонидис) (21 ноября 1965 — 13 июля 1974)
- Амвросий (Стаменас) (15 июля 1974 — 10 сентября 1991)
- Апостол (Папаконстантину)	(10 сентября 1991 — 27 сентября 2009)
- Эммануил (Сигалас) (17 октября 2009 — 1 марта 2021)
- Варфоломей (Антониу) (с 16 октября 2021)